# Rott (Roetgen)
Rott is een plaats in de Duitse gemeente Roetgen, deelstaat Noordrijn-Westfalen.
De naam Rott komt van roden, ofwel rooien van het bos.
Rott ligt in de noordelijke Eifel aan de Vichtbach, terwijl de Lensbach ten noorden van de plaats in de Vichtbach uitmondt. De omgeving is bosrijk.
Vanaf 1816 vormde Rott samen met Roetgen een gemeente, in 1969 kwamen Mulartshütte en Zweifall daarbij.
De Sint-Antoniuskerk is aan Antonius van Padua gewijd. Het is een neoclassicistisch bouwwerk van 1850. De plaats kent voorts diverse vakwerkhuizen.

## Nabijgelegen kernen
Roetgen, Mulartshütte, Schmithof
Mulartshütte · Roetgen · Rott

Stedenregio Aken · Regierungsbezirk Keulen · Noordrijn-Westfalen